# Полифилия
Полифили́я (от др.-греч. πολύς — поли- — «многочисленный» + φυλή — фила, родовая община в Древней Греции) — происхождение таксона от разных предков. 
Полифилетической в биологической систематике называют группу, в отношении которой считается доказанным более близкое родство составляющих её подгрупп с другими группами, не входящими в данную. Её выделение обычно основано на поверхностном сходстве, возникшем конвергентно или параллельно. Таким образом, она не включает последнего общего предка включённых в неё организмов. С точки зрения современной систематики, полифилетические группы не имеют права на существование в системе.

## Примеры

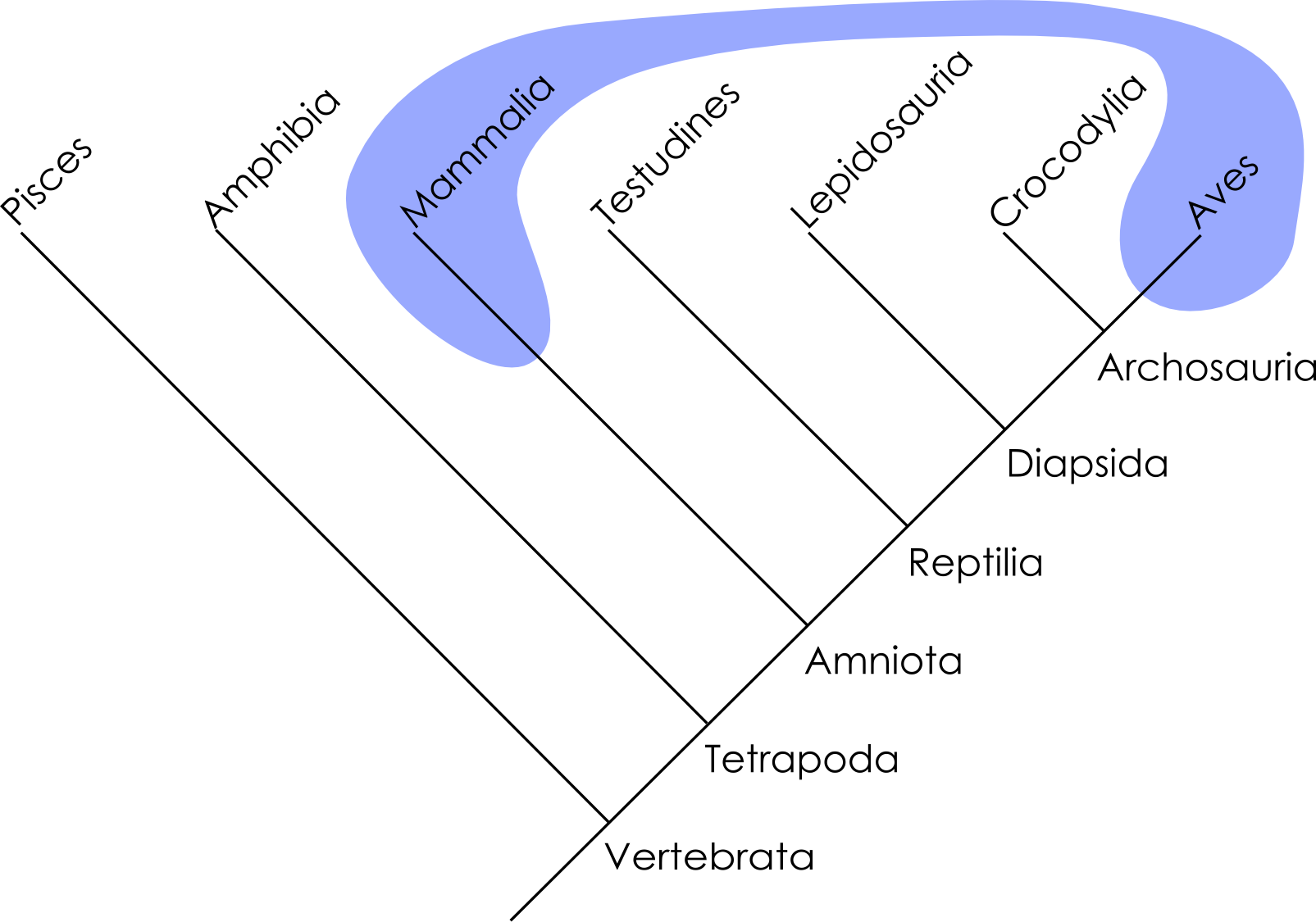
Группа «теплокровные животные» — полифилетическая.

### Теплокровные животные
В качестве примера полифилии можно указать группу «теплокровные животные» (см. рисунок). В эволюции птиц и млекопитающих теплокровность возникла независимо. Группа, в которую можно было бы объединить птиц и млекопитающих на основании теплокровности, не включала бы ближайшего общего предка этих животных.

### Алоэ
Так как род алоэ оказался полифилетическим, он был разделен на разные роды: Алоэ, Kumara, Aloiampelos и Gonialoe. В 2022 году несколько филогенетических исследований подтвердили это разделение и показали, что алоэ на самом деле состоит из нескольких относительно не связанных между собой групп.